# Ortvínovice
Ortvínovice (dříve též Urtinovice) jsou osada, součást obce Zvíkov v okrese České Budějovice. Od Zvíkova leží zhruba jeden kilometr směrem na západ. Jejich osud byl svázán se sousední vesnicí Vztuhy se kterou sdílely své majitele. První dochovaná zmínka o těchto obcích pochází z roku 1367. Ortvínovice byly zničeny v roce 1619 během stavovského povstání, zbyl jen hospodářský dvůr, který byl začleněn do třeboňského panství Schwarzenbergů. Ti o něj přišli během pozemkové reformy v roce 1919. V osmdesátých letech 20. století byl původní barokní dvůr byl zbořen a nahrazen novým. Kromě hospodářského dvoru a několika domů dnes v Ortvínovicích stojí také obora a deset památkově chráněných dubů.

## Historie

### Počátky
Kunáš ze Vztuh je zmíněn roku 1374 jako první majitel vztužské vsi s tvrzí a sousedních Ortvínovic, které byly součástí vztužského panství. Zkraje 15. století stálo v Ortvínovicích 13 selských stavení, v sousedních Vztuhách dalších pět. Ondřej Puklice, který se na vztužské panství přiženil, se stal v roce 1438 českobudějovickým konšelem a později dokonce starostou. V období vlády Jiřího z Poděbrad byla městská rada svržena a Ondřej Puklice byl zabit. Po dočasném oddělení Ortvínovic a Vztuh se ke konci 16. století opět spojily do jednoho panství, když se obou vsí ujal Daniel Matyáš ze Sudetu. Ten v okolí Ortvínovic a Vztuh založil postupně soustavu deseti rybníků, pravděpodobně po vzoru nedaleké rožmberské rybniční soustavy, která byla v tehdejších dobách dokončována Jakubem Krčínem. Roku 1589 byl Daniel Matyáš povýšen do rytířského stavu. Byl luteránem a po své smrti byl proto pohřben v rudolfovském luteránském kostele. Významný byl pak také Danielův synovec Jan Matyáš ze Sudetu, který mezi lety 1611-1617 působil jako profesor práv na pražské universitě.

### Třicetiletá válka
Zcela zničující byla pro Ortvínovice třicetiletá válka. V letech 1618–1619 proti sobě stály císařská armáda v Budějovicích a stavovská armáda v Rudolfově, docházelo k dlouhodobému plenění a rabování okolí. Když se Zikmund Matyáš ze Sudetu, syn Daniela Matyáše, vrátil na své panství, nenašel na něm jediného živého člověka. Roku 1630 prodal Ortvínovice i Vztuhy císařskému gubernátoru Janovi z Eckendorfu, pánovi třeboňského panství. O osmnáct let později měli ortvínovický dvůr stáj pro 60 kusů dobytka, stodolu i zahradu. Třicetiletá válka ale zuřila dál a ještě v srpnu 1648 vpadlo do Ortvínovic asi 500 jezdců švédské armády a zrekvírovali část dobytka.

### Schwarzenbergové
Po válce, v roce 1660, získal třeboňské panství za zásluhy Jan Adolf I. ze Schwarzenberka. Rod Schwarzenberků byl majitelem Ortvínovic dalších dvě a půl století. Tragická událost se odehrála v roce 1724, kdy celý ortvínovický dvůr vyhořel do základů. K požáru došlo zrovna v neděli, kdy většina obyvatel odešla na mši do Lišova. Lidé, kteří na dvoře zbyli, dokázali jen zachránit dobytek. Na místě vyhořelého dvora byl pak postaven dvůr nový, barokní, a to podle projektu vídeňského architekta Antona Erharda Martinelliho.

### Po první světové válce
Po pozemskové reformě roku 1919 Schwarzenbergové o Ortvínovice přišli a o čtyři roky později je koupil bankovní ředitel František Bělohlávek. Už v roce 1926 ho ale prodal pardubickému lékaři Jindřichu Koláři. Jindřich Kolář byl však pouze majitelem, dvůr pronajímal Janu Lintnerovi, který do Ortvínovic přišel z Novosedel nad Nežárkou. V té době na ortvínovickém dvoře chovali 133 kusů hovězího dobytka, 5 párů koní a 5 vepřů. Bylo zde zaměstnáno 17 stálých zaměstnanců a na sezónní práce bývalo najímáno pár desítek sezónních pracovníků, z nichž mnozí přicházeli ze Slovenska. Jan Lintner měl byt i kancelář zařízenou starým nábytkem z bývalého schwarzenberského zámku Libějovice. Roku 1928 byla ves oficiálně přejmenována na Ortvínovice z původního názvu Urtinovice. Rok nato byl pořízen první traktor, který nahradil tažné koně a voly. Po druhé světové válce se ortvínovický dvůr dostal pod správu Státních statků Třeboň, později přešel pod Státní statek Rožnov. V roce 1976 byl dvůr převeden pod JZD Zvíkov, které zde v osmdesátých letech zbouralo staré barokní budovy dvora a nahradilo je novými.

## Památné duby
V Ortvínovicích se nachází celkem 10 památkou chráněných dubů. Ten nejstarší z nich zde stojí už přes 300 let a obvod jeho kmene je kolem pěti a půl metru. Šest z nich pak dohromady tvoří alej na hrázi jednoho z ortvínovických rybníků. 